# Nová Hospoda (Kamenice)
Nová Hospoda je část obce Kamenice, ležící 20 km jihovýchodně od Prahy v katastrálním území Štiřín. Nachází se 0,5 km severně od centra Kamenice a leží v katastrálním území Štiřín.
Rychlou výstavbou v první i druhé polovině 20. století splynula Nová Hospoda s okolními vesnicemi: Struhařovem, Olešovicemi, vlastní Kamenicí a Želivcem (částí obce Sulice).